# ENAER ECH-02 Ñamcu

El ECH-02 Ñamcu, es un prototipo de aeronave liviana, biplaza, monomotor, de ala baja y tren de aterrizaje fijo de triciclo, desarrollado y construido por ENAER-Chile, durante la década de 1990.

## Desarrollo
A finales de la década de 1980, la industria aeronáutica había dejado de construir aeronaves livianas. Como un desafío asignado en la empresa chilena al Departamento de Investigación y Desarrollo, en junio de 1986. Se optó por iniciar un diseño que cubriera el nicho de aeronaves de entrenamiento liviano y de bajo costo, además de experimentar en diseño asistido por computador (CAD) y la construcción con materiales compuestos como fibra de vidrio y fibra de carbono.
En una primera etapa se planificó la venta como aeronave armada, sin embargo, debido a la ubicación geográfica de ENAER, lo que dificulta la posventa, se optó por su venta en forma de kit para armado.
Tras una etapa de demostración por parte de ENAER en diversas ferias internacionales de aeronáutica, se realizan contactos con un empresario holandés para vender el Ñamcu en Países Bajos, a partir de lo cual nace el proyecto Eaglet, y la filial EUROENAER.

## Diseño
La aeronave está desarrollada como un concepto de uso por parte de particulares y clubes de aviación. La configuración de los asientos lado a lado, permite su uso como entrenador primario, con un panel de instrumentos de fácil lectura para ambos tripulantes y gran visibilidad al exterior.
Otro de los desafíos planteados en el diseño del Ñamcu, era lograr una aeronave de fácil mantención, para lo cual era ideal el uso de materiales compuestos (menor revisión por corrosión). En el caso de los mandos, se reemplazó por tubos de aluminio, el uso de cables y poleas, a fin de evitar los ajustes necesarios de dichos elementos.
A fin de lograr que la aeronave pudiese tener una baja velocidad de despegue y aterrizaje, se optó por un flap de tipo fowler. Este elemento necesitó mayor trabajo debido a que en los primeros prototipos la palanca actuadora, resultaba de difícil movimiento para los pilotos.
El tren de aterrizaje de triciclo, permite una buena vista al desplazarse en tierra, el sistema de frenos se complementa al incluir en la rueda de nariz, un amortiguador óleo-neumático, un sistema de autocentrado y amortiguador de vibraciones.

## Accidentes
Dos de los prototipos del Ñamcu registraron accidentes, pero solamente uno con consecuencias fatales:
- Abril de 1990: Prototipo dos (c/n 003), matrícula CC-PZJ. Trizadura de estructura de cola, sin desprendimiento. Sin heridos, ni víctimas fatales.[1][2]
- 11 de febrero de 1992: Prototipo tres (c/n 003), matrícula CC-PZK. Se estrella en Fundo San Damián de Nos. Fallecimiento del comandante de Escuadrilla Francisco Izquierdo Saá.[1]

## Supervivientes
De las cinco aeronaves construidas, el prototipo uno (c/n 001) se encuentra expuesto en el Museo Aeronáutico y del Espacio de Chile.
Un segundo prototipo se encuentra expuesto en un pedestal frente al edificio administrativo de Enaer, dentro de la Base aérea EL Bosque.

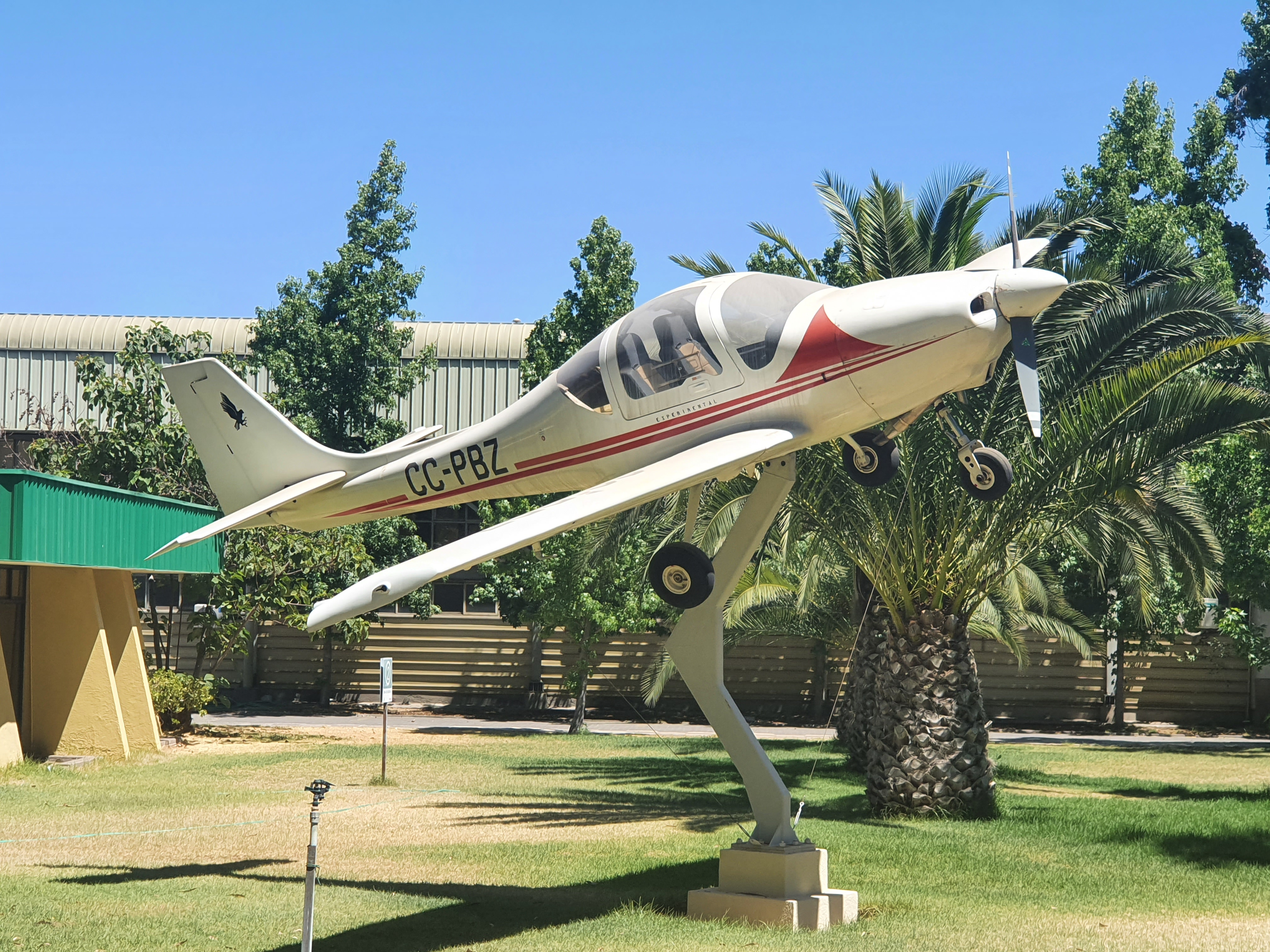
Aeronave frente a ENAER.

## Especificaciones
Referencia datos: Foro Razón y Fuerza.

### Características generales
- Tripulación: 2
- Longitud: 7,1 m (23,1 ft)
- Envergadura: 8,7 m (28,5 ft)
- Altura: 2,4 m (7,9 ft)
- Superficie alar: 210 m² (2260,6 ft²)
- Peso vacío: 546 kg (1203,4 lb)
- Peso útil: 182 kg (401,1 lb)
- Peso máximo al despegue: 800 kg (1763,2 lb)
- Planta motriz: 1× motor bóxer Lycoming O-235-N2C.
  - Potencia: 84 kW (116 HP; 114 CV) a 2 800 rpm
- Hélices: 1× bipala de paso fijo MT178R115-2C por motor.
- Sistema de frenos: Disco en ruedas principales.

### Rendimiento
- Velocidad nunca excedida (Vne): 328 km/h (204 MPH; 177 kt)
- Velocidad máxima operativa (Vno): 235 km/h (146 MPH; 127 kt)
- Velocidad crucero (Vc): 185,2 km/h (115 MPH; 100 kt)
- Velocidad de entrada en pérdida (Vs): 93 km/h (58 MPH; 50 kt)
- Velocidad mínima controlable (Vmc): 104 km/h (65 MPH; 56 kt)
- Alcance: 928 km (501 nmi; 577 mi) a 75% de potencia y a 2 438,4 m (8 000 ft).
- Techo de vuelo: 4297 m (14 098 ft)
- Régimen de ascenso: 4,9 m/s (967 ft/min)
- Carga alar: 279,9 kg/m² (57,3 lb/ft²)
- Factor carga límite: -2,2 G / +4,4 G
- Razón de planeo óptima: 12,88

### Aviónica
- Radio VHF-COMM 118-136.975 MHz
- Instrumental para IFR (opcional).